# Schottische Badmintonmeisterschaft 1959
Die Schottische Badmintonmeisterschaft 1959 fand in Largs statt. Es war die 38. Austragung der nationalen Meisterschaften von Schottland im Badminton.

## Titelträger
| Disziplin    | Sieger                        |
| ------------ | ----------------------------- |
| Herreneinzel | Robert McCoig                 |
| Dameneinzel  | Wilma Tyre                    |
| Herrendoppel | Donald Ross Tony Horden       |
| Damendoppel  | Catherine Dunglison J. Gordon |
| Mixed        | Mac Henderson Maggie McIntosh |